# Pluimveetentoonstelling

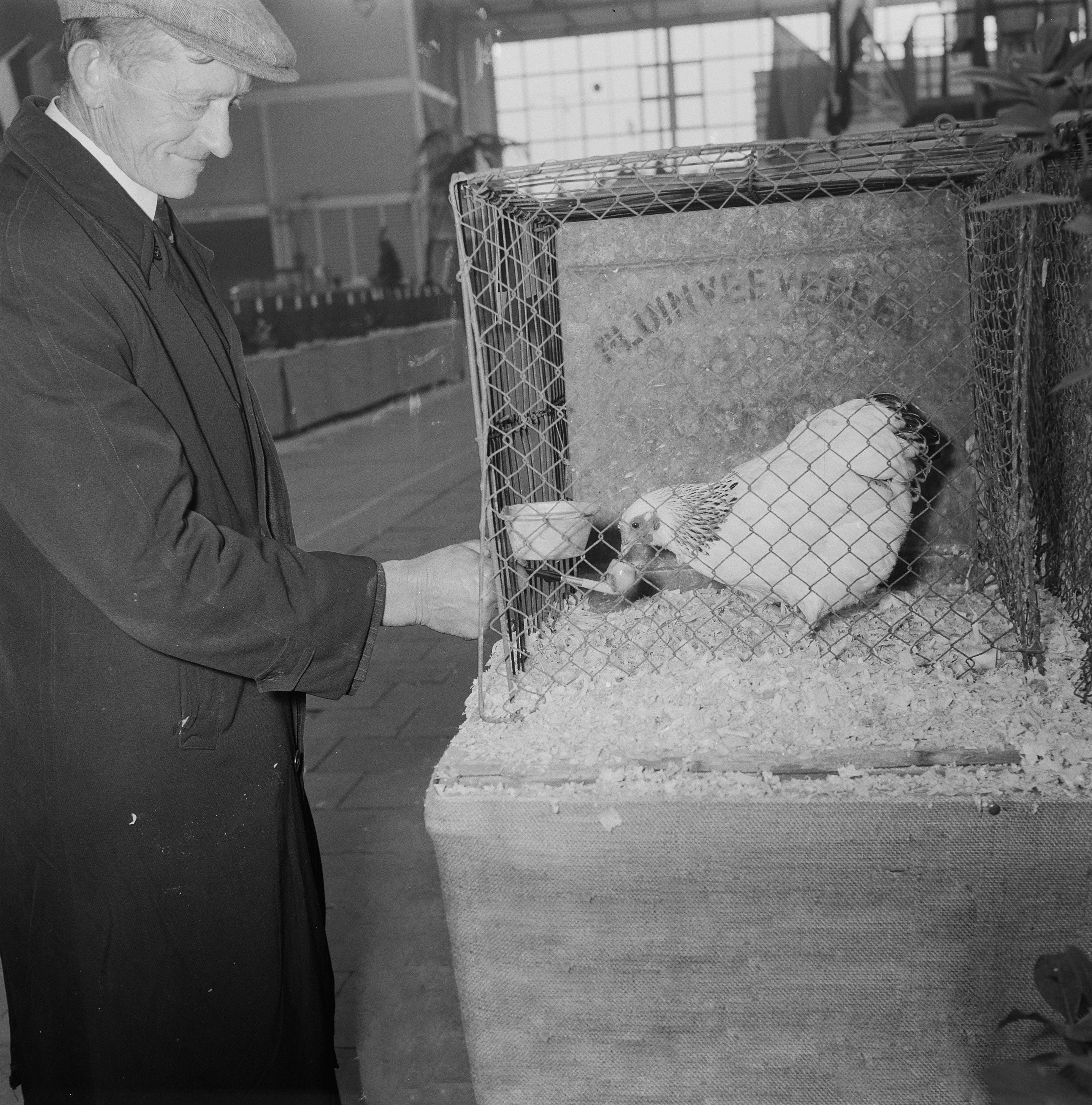
Pluimveetentoonstelling Amitophilia te Utrecht (1955)

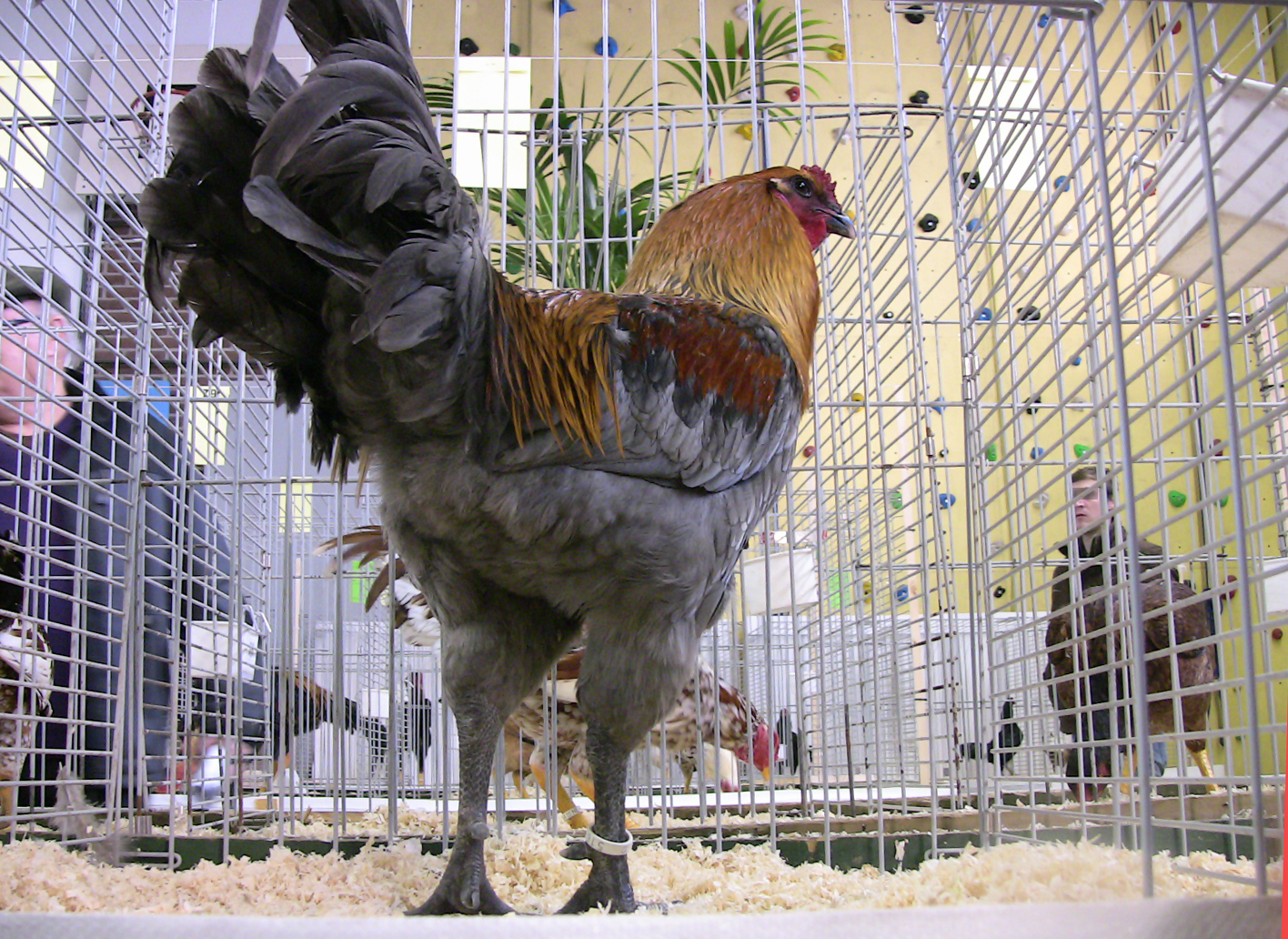
Pluimveetentoonstelling Optimum Avium te Roosendaal (2016)

Een pluimveetentoonstelling is een tentoonstelling waarbij kippen, duiven, eenden, ganzen en ander gedomesticeerd gevogelte aan het publiek getoond worden. Meestal heeft zo'n tentoonstelling een competitiekarakter.

## Geschiedenis
De oorsprong van de pluimveetentoonstellingen ligt in de 19e eeuw. Oorspronkelijk een Engels fenomeen, werd het idee door pluimveeliefhebbers in Duitsland, Frankrijk en later ook door Nederland en België overgenomen. Het werd beschouwd als een evenement van de gegoede burgerij en liep parallel met de ontwikkeling van de raspluimveefokkerij en de oprichting van pluimveeverenigingen zoals Ornis (1883) en Avicultura (1886). In de anderhalve eeuw daarna verloren de tentoonstellingen hun elitaire karakter.

## Organisatie
Pluimveetentoonstellingen worden meestal door een pluimveevereniging georganiseerd. Ze kunnen internationaal zijn (zoals georganiseerd door de Entente Européenne d’Aviculture et de Cuniculture), nationaal (in Nederland de "Noordshow") of lokaal (meestal door plaatselijke verenigingen georganiseerd). De beoordeling van fokresultaten volgt de standaard, een handboek waarin de gewenste eigenschappen van de verschillende rassen zijn vastgelegd.

## Uitvoering
Grootschalige tentoonstellingen vinden meestal plaats in grote hallen, kleinere ook in de open lucht. De dieren worden naar ras en soort gesorteerd in metalen kooien opgesteld. De beoordeling geschiedt door speciaal hiervoor opgeleide keurmeesters. Vroeger vonden ook beoordelingen plaats van kuikens en kapoenen. In Groot-Brittannië is ook het keuren van eieren gebruikelijk.

## Keuring
Elk dier wordt door een keurmeester gezien en aan de hand van de rasstandaard van het ras en de kleurslag op alle relevante kenmerken beoordeeld. Het sterkst worden hierbij type en bouw gewaardeerd. De beoordeling wordt in woorden toegelicht, waarbij kwaliteiten, verbeteringswensen en fouten geformuleerd worden. Uiteindelijk geeft de keurmeester een predicaat in de vorm van punten. Op de basis van deze punten worden dan prijzen uitgereikt.
| Punten | Betekenis          |
| ------ | ------------------ |
| 97     | excellent          |
| 96     | prima              |
| 95     | zeer goed          |
| 94     | zeer goed          |
| 93     | zeer goed          |
| 92     | goed               |
| 91     | vrij goed          |
| 90     | voldoende          |
| 0      | gediskwalificeerd  |
| /      | zonder beoordeling |
| NA     | niet aanvaard      |
| AFW    | afwezig            |

Het puntensystem